# 調布市立第四中学校
調布市立第四中学校（ちょうふしりつだいよんちゅうがっこう）は、東京都調布市若葉町にある市立中学校である。
また、隣には調布市立若葉小学校（ちょうふしりつわかばしょうがっこう）がある。

## 概要
- 1965年（昭和40年）開校
- 2005年（平成17年）四十周年記念祭開催

## 沿革
（沿革節の主要な出典は公式サイト）
開校時の生徒数は約500人。1970年代から1980年代後半の間、生徒数が1000人強いた。神代中学校の分校で、八中は四中の分校。
- 1965年（昭和40年） : 開校。蜂の巣校舎完成。体育館完成。
- 1970年 : 中央管理棟完成。新校舎2階部分完成。
- 1971年 : 新校舎完成。プール完成。
- 1975年 : 築山緑化活動。
- 1980年 : 校地拡張、バスケットコート・第二倉庫完成。
- 1985年 : 体育館改修。
- 1997年（平成9年） : プール建て替・図書館改修。
- 1999年 : 体育館改修・校庭土壌改善工事。
- 2000年 : 蜂の巣校舎改修。
- 2003年 : パソコン室改修・図書室帯出データ化。
- 2004年 : 非常階段改修・給食運搬施設整備。
- 2005年 : 給食開始。
- 2006年 : 三学期より校内・体育館履き統一。

なお、2011年4月8日現在の生徒数は389人。

## 特色
- 緑化事業が行われるまで砂の飛散が激しかったため、校庭にはスプリンクラーが数期設置された。
- 蜂の巣校舎は当時の建物としてはとてもモダンで脚光を浴びた。だが第二蜂の巣校舎建設計画は資金不足で中止された。
- たびたび試験校として活用され、給食・図書室データベース化・教室扇風機配備も先頭で行われた。
- 校庭が広いためサッカーや野球の公式試合で使用される。
- 当初から生徒会が活発で「校歌」・「四葉のクローバー校章」も生徒会が独自で製作した。今日もクリーン活動などが推進されている。
- 2001年（平成13年）までは秋に学校祭があったが消滅。学習発表会と名を変えた。そのかわり春の体育祭・冬の合唱祭が活発。
- 社会科授業の一環で税金・人権についての作文を全校生徒が製作し発表している。
- 調布市と姉妹市の木島平村のスキー移動教室初回を行った。
- 職員室前に冷水機が設置された。
- 2024年12月から希望の石段が撤去され、新たな校舎の建設準備が始まった。

## 建造物等
- 中央管理棟3階建て
- 東新校舎4階建て
- 体育館
- 新プール
- 各倉庫所二ヶ所

## 通学区域
調布市公式ページより
- 調布市
  - 東つつじケ丘二丁目全域、三丁目全域
  - 西つつじケ丘四丁目1～16、22～52
  - 入間町全域
  - 若葉町全域

## 進学前小学校
調布市公式ページより
- 調布市立滝坂小学校
- 調布市立若葉小学校
- 調布市立調和小学校

## 学校周辺地域
開校以前の校地予定地は入間川の河川敷で湿地帯だった。校舎建設にあたり埋め立てられた。背後につつじヶ丘崖線・目の前に仙川崖線があり緑が豊かである。また近くに武者小路実篤の晩年住んだ家を保存する記念館がある。若葉小と接していることから給食試験校に選ばれた。つつじヶ丘駅や仙川駅に近いので職業体験もその駅周辺の商店街でよく行われる。四中はクリーン作戦など地域に積極的に関わっている（2005年、クリーン作戦中に多数生徒と教員が蜂に刺される事件が起こったことで報道された）。

## 交通
- 京王電鉄京王線つつじヶ丘駅、仙川駅より徒歩15分

## 出身著名人
- 石井めぐみ：女優。
- 川又米利：元プロ野球選手、現解説者。
- 小川菜摘：女優・タレント。
- 筒井道隆：俳優。
- 山田海蜂：元女子新体操選手。
- 藤丸真世：アーティスティックスイミング選手。
- 三浦翔平：俳優。
- 芳賀千里：アーティスティックスイミング選手。
- 清塚信也：ピアニスト。